# ايمانويل باول
ايمانويل باول (بالإنجليزية: Emanuel Paul)‏ هو عازف جاز أمريكي، ولد في 2 فبراير 1904، وتوفي في 23 مايو 1988.

## روابط خارجية
- ايمانويل باول على موقع ميوزك برينز (الإنجليزية)
- ايمانويل باول على موقع ديسكوغز (الإنجليزية)